# Újhegy-busz (Budapest)
A budapesti Újhegy-busz Kőbánya, városközpont és Újhegyi út, Sportliget között közlekedett. A vonalat a Budapesti Közlekedési Zrt. üzemeltette.

## Története
A járat 2000. június 24-én indult Kőbánya, városközpont és az Újhegyi út, Sportliget között. Csak hétvégi napokon közlekedett, pótolva a csak munkanapokon, a Harmat utcai lakótelepig (Lavotta utca) közlekedő 185-ös buszt. 2008. augusztus 20-án megszűnt, helyette a 185-ös buszt meghosszabbították az Újhegyi út, Sportligetig.

## Útvonala
| Újhegyi út, sportliget felé | Kőbánya, városközpont felé |
| --- | --- |
| Kőbánya, városközpont vá. – Állomás utca – Szent László tér – Kőrösi Csoma Sándor út – Harmat utca – Sibrik Miklós út – Mádi utca – Újhegyi út – Újhegyi út, Sportliget vá. | Újhegyi út, Sportliget vá. – Harmat utca – Sibrik Miklós út – Mádi utca – Gitár utca – Harmat utca – Kőrösi Csoma Sándor út – Szent László tér – Állomás utca – Kőbánya, városközpont vá. |

## Megállóhelyei
Az átszállási kapcsolatok között a munkanapokon a Lavotta utcáig közlekedő 185-ös busz nincsen feltüntetve.
| 0  | Kőbánya, városközpont végállomás           | 16 | 9, 17, 51, 62, 95 3, 28, 62 Kőbánya alsó |
| 2  | Szent László tér                           | 14 | 9, 17, 62 3, 28, 62                      |
| ∫  | Ónodi utca                                 | 13 | 62 3, 28, 62                             |
| 3  | Harmat utca (↓) Kőrösi Csoma Sándor út (↑) | 11 | 62, 85 3, 28, 62                         |
| 5  | Ihász utca                                 | 10 | 85                                       |
| 6  | Gitár utca (↓) Harmat utca (↑)             | 9  | 85                                       |
| ∫  | Téglavető utca                             | 8  | 85                                       |
| 7  | Szlávy utca                                | ∫  | 85                                       |
| ∫  | Kocka utca                                 | 7  | 85                                       |
| 8  | Kada utca                                  | ∫  | 85, 95                                   |
| ∫  | Kada utca                                  | 6  | 85, 95                                   |
| 10 | Lavotta utca                               | ∫  | 85                                       |
| ∫  | Lavotta utca                               | 5  | 85                                       |
| 11 | Sibrik Miklós út                           | ∫  | 68, 85                                   |
| 13 | Mádi utca                                  | 4  | 85                                       |
| 14 | Tavas utca                                 | ∫  |                                          |
| 15 | Dolomit utca                               | ∫  |                                          |
| ∫  | Sibrik Miklós út                           | 3  | 68, 85                                   |
| ∫  | Újhegyi sétány                             | 1  | 68, 85                                   |
| 16 | Újhegyi út, Sportliget végállomás          | 0  | 68                                       |